# 孫哲珠
孫 哲珠（ソン・チョルス、朝鮮語: 손철주）は、朝鮮民主主義人民共和国の軍人、政治家。朝鮮人民軍総政治局組織副局長、朝鮮労働党中央委員会委員。朝鮮人民軍における軍事称号（階級）は上将。

## 経歴
出生地や生年月日は不明。1992年に中将に昇進し、朝鮮人民軍空軍政治委員に任命された。1997年2月21日に死去した崔光元人民武力部長の国家葬儀委員会の委員に選ばれた。2013年2月16日には金正日総書記の誕生日である光明星節を祝う為、金正恩第一書記が錦繍山太陽宮殿を参拝した際に同行し、4月15日には金日成主席の誕生日である太陽節に際しての参拝には朝鮮人民軍総政治局副局長として同行している。
2014年3月9日に実施された最高人民会議第13期代議員選挙で代議員に選出され、2015年1月に朝鮮人民軍空軍政治委員に任命され、11月に上将に昇進した。2016年5月9日に開催された朝鮮労働党第7次大会で朝鮮労働党中央委員会委員候補に選出された。
2018年に朝鮮人民軍総政治局組織副局長に任命され、4月20日に開催された朝鮮労働党中央委員会第7期第3回総会で党中央委員会委員に補選された。
2019年3月10日に実施された最高人民会議第14期代議員選挙で代議員に再選された。

## 参考サイト
북한정보포털
| 先代趙南進 | 朝鮮人民軍総政治局組織副局長2018年 - | 次代現職 |